# Maria Danielsson
Maria Danielsson (ur. 28 lipca 1981) – szwedzka snowboardzistka. Zajęła 6. miejsce w snowcrossie na igrzyskach w Turynie. Na mistrzostwach świata najlepszy wynik uzyskała na mistrzostwach w Arosa, gdzie zajęła 13. miejsce w snowcrossie. Najlepsze wyniki w Pucharze Świata osiągnęła w sezonie 2003/2004, kiedy to zajęła 13. miejsce w klasyfikacji generalnej.

## Sukcesy

### Igrzyska olimpijskie
| Miejsce | Dzień     | Rok  | Miejscowość | Konkurencja    | Zwycięzca     |
| ------- | --------- | ---- | ----------- | -------------- | ------------- |
| 6.      | 17 lutego | 2006 | Turyn       | Snowboardcross | Tanja Frieden |

### Mistrzostwa Świata
| Miejsce | Dzień       | Rok  | Miejscowość | Konkurencja    | Zwycięzca          |
| ------- | ----------- | ---- | ----------- | -------------- | ------------------ |
| DSQ     | 19 stycznia | 2003 | Kreischberg | Snowboardcross | Karine Ruby        |
| 13.     | 14 stycznia | 2007 | Arosa       | Snowboardcross | Lindsey Jacobellis |
| DNF     | 18 stycznia | 2009 | Kangwŏn     | Snowboardcross | Helene Olafsen     |

### Puchar Świata

#### Miejsca w klasyfikacji generalnej
- 1999/2000 - 125.
- 2000/2001 - -
- 2001/2002 - -
- 2002/2003 - -
- 2003/2004 - -
- 2005/2006 - 76.
- 2007/2008 - 71.
- 2008/2009 - 125.

#### Miejsca na podium
1. Badgastein – 5 stycznia 2004 (Snowcross) - 3. miejsce
2. Arosa – 16 stycznia 2004 (Snowcross) - 2. miejsce